# Andrzej Fonfara
Andrzej Fonfara (født 4. november 1987) er en polsk professionel bokser, der var IBO letsværvægtsmester fra 2012 til 2013. Han bor for tiden i Chicago, byen med den tredjestørste polske befolkning i verden efter Warszawa og New York City. Hans største sejre er mod Byron Mitchell, Glen Johnson, Gabriel Campillo, Julio César Chávez Jr., Nathan Cleverly og Chad Dawson som han alle sammen stoppede på nær Johnson. Han har tabt til bemærkelsesværdige navne som Derrick Findley, Adonis Stevenson (2 gange) og Joe Smith Jr.